# Josef Kainz
Josef Gottfried Ignaz Kainz (Wieselburg, 2 gennaio 1858 – Vienna, 20 settembre 1910) è stato un attore teatrale austriaco.
Nel 1877 fu scritturato al teatro di Meiningen ma nel 1880 entrò all'Hoftheater di Monaco di Baviera per poi passare al Deutsches Theater di Berlino. Il suo talento conquistò il sovrano Ludovico II di Baviera. 
Dopo una tournée negli USA tornò a Berlino nel 1893 ma nel 1899 fu scritturato al Burgtheater di Vienna.
Kainz è ricordato come versatile interprete di Friedrich Schiller, William Shakespeare, Johann Wolfgang Goethe, Franz Grillparzer ed Heinrich von Kleist.